# Method of Modern Love
Method of Modern Love ist ein Lied von Hall & Oates aus dem Jahr 1984, das von Daryl Hall und Janna Allen geschrieben wurde. Die Band produzierte den Song in Kooperation mit Bob Clearmountain.

## Geschichte
Method of Modern Love wurde weltweit im Dezember 1984 veröffentlicht. Es war insbesondere in den Vereinigten Staaten erfolgreich und konnte an den Erfolg von Out of Touch anknüpfen.
Das Lied erschien auf dem Album Big Bam Boom und ist dort 5:32 Minuten lang, die Single 3:58 Minuten. Auf der B-Seite derselben befindet sich das Stück Bank on Your Love.

## Musikvideo
Jeff Stein leitete den Videodreh. Er machte auch das Video zu Hall & Oates’ Out of Touch. In Handlung und Gestaltung ist das Musikvideo stark surreal gehalten. Zu Beginn entdecken Hall & Oates bei einem gemütlichen Abend jemanden auf dem Dach, der mit einer Gitarre nach ihnen wirft. Die Band steigt auf das Dach der Wohnung und trifft dort auf vier Männer. Dabei fällt Daryl Hall vom Dach; und erschrocken versuchen John Oates und die Männer, ihn zu retten. Am Ende fliegt er hoch am Himmel und zeigt weiterhin seine Choreografie.

## Coverversionen
- 1985: Weird Al Yankovic (Hooked on Polkas)
- 1993: Jeff Scott Soto
- 2005: Every Avenue